# Kurfürst farkasfalka
A Kurfürst farkasfalka a Kriegsmarine tengeralattjárókból álló második világháborús támadóegysége volt, amely összehangoltan tevékenykedett 1941. június 16. és 1941. június 20. között az Atlanti-óceán északi részének középső területein. A Kurfürst (Választófejedelem) farkasfalka öt búvárhajóból állt, amelyek egy hajót (2 727 brt) süllyesztettek el. A tengeralattjárók nem szenvedtek veszteséget.

## A farkasfalka tengeralattjárói
| A hajó száma | Parancsnoka      | Részvétel kezdete | Részvétel vége   |
| ------------ | ---------------- | ----------------- | ---------------- |
| U–43         | Wolfgang Lüth    | 1941. június 16.  | 1941. június 20. |
| U–73         | Helmut Rosenbaum | 1941. június 16.  | 1941. június 20. |
| U–201        | Adalbert Schnee  | 1941. június 16.  | 1941. június 20. |
| U–204        | Walter Kell      | 1941. június 16.  | 1941. június 20. |
| U–371        | Heinrich Driver  | 1941. június 17.  | 1941. június 20. |

## Elsüllyesztett hajó
| Dátum            | A búvárhajó száma | A hajó neve | Nemzetisége        | Vízkiszorítása | Konvoj |
| ---------------- | ----------------- | ----------- | ------------------ | -------------- | ------ |
| 1941. június 17. | U–43              | Cathrine    | Egyesült Királyság | 2727           | SL–76  |